# Pare (peuple)
Pour les articles homonymes, voir Pare.
Les Pare sont un peuple bantou d'Afrique australe vivant dans les monts Pare en Tanzanie. Leur pays s'appelle Vuasu. C'était un territoire stratégique sur la route commerciale septentrionale traversant l'Afrique de l'Est depuis la côte indienne.
Historiquement, les Pare étaient les principaux producteurs de fer pour les tribus occupant les montagnes du nord-est de la Tanzanie. Ainsi, les Wachagga étaient leurs principaux clients. Les Pare étaient également réputés pour pouvoir faire pleuvoir. L'un des plus célèbres était Mfumwa (« chef ») Muhammad Kibacha Singo. Il serait mort en janvier 1981 entre 120 et 140 ans.
Les autochtones divisent leurs montagnes en deux régions distinctes basées sur des différences ethnolinguistiques : les Ugweno parlant le kigweno au nord et les Usangi parlant le chasu au sud.

## Ethnonymie
Selon les sources on observe plusieurs variantes : Asu, Athu, Casu, Chasu, Chiasu, Ciathu, Pares, Upare, Vasu, Vuasu, Wapare. 